# Гавриш Павло Іванович
Павло́ Іва́нович Га́вриш (30 грудня 1917, Велика Дорога — 31 січня 1968) — радянський офіцер, Герой Радянського Союзу.

## Біографія
Народився 30 грудня 1917 року в селі Великій Дорозі (нині Ніжинського району Чернігівської області) в селянській родині. Українець. Закінчив чотири класи початкової школи. Працював у колгоспі.
У 1939 році призваний до лав Червоної Армії. Закінчив військово-інженерне училище. Член ВКП (б) з 1942 року. У боях німецько-радянської війни з лютого 1943 року. Був заступником командира 12-го окремого саперного батальйону (106-та стрілецька дивізія, 65-а армія, Центральний фронт).
З 15 по 18 жовтня 1943 року старший лейтенант Гавпиш П. І. відзначився в боях при форсуванні Дніпра біля селища Лоєва (Гомельська область). Під час артпідготовки сапери під його командуванням переправили на плотах і човнах через річку перші групи воїнів дивізії. Протягом трьох днів керував переправою особового складу і бойової техніки на правий берег річки.
Указом Президії Верховної Ради СРСР від 15 січня 1944 року за мужність і героїзм, проявлені при форсуванні Дніпра і утриманні плацдарму на його правому березі старшому лейтенанту Павлу Івановичу Гавришу присвоєно звання Героя Радянського Союзу з врученням ордена Леніна і медалі «Золота Зірка» (№ 2430).

Могила Павла Гавриша

Після закінчення війни продовжував службу в армії. У 1957 році закінчив Військову академію імені М. В. Фрунзе. Служив в Києві, полковник. Раптово помер 31 січня 1968 року. Похований в Києві на Байковому кладовищі.

## Нагороди
Нагороджений орденом Леніна, двома орденами Вітчизняної війни 1-го ступеня, орденом Вітчизняної війни 2-го ступеня, двома орденами Червоної Зірки, медалями.